# Камара Коутинью, Гаштан Фаушту да
Гашта́н Фау́шту да Ка́мара Коути́нью (порт. Gastão Fausto da Câmara Coutinho; 1772—1852) — португальский поэт и драматург.
Гаштан Фаушту да Камара Коутинью родился в 1772 году. По профессии был моряком, но находил время и для литературного творчества. Автор драм «О Juramento dos Numes» и «O Chale», комедии в прозе «Leonide» и значительного числа изящных стихотворений на португальском языке.
Гаштан Фаушту да Камара Коутинью умер в 1852 году.